# اچ‌ام‌اس مقدونی
اچ‌ام‌اس مقدونی (به انگلیسی: HMS Macedonian) یک کشتی بود که طول آن ۱۵۶ فوت (۴۸ متر) بود. این کشتی در سال ۱۸۱۰ ساخته شد.